# Fenomene moleculare în lichide
Fenomene moleculare în lichide sunt fenomene fizice macroscopice observabile la substanțe aflate în starea de agregare lichidă care sunt determinate de structura moleculară a lichidelor și legile fizicii moleculare.

## Structura lichidelor
Starea lichidă este o stare de agregare intermediară între starea solidă și starea gazoasă și prezintă similitudini, atât cu una cât și cu cealaltă.Cu gazele, lichidele au în comun lipsa de rigiditate și fluiditatea. Lipsa de rigiditate la lichide atrage după sine proprietatea că ele nu posedă formă determinată ci iau forma vaselor care le conțin. Datorită fluidității, lichidele prezintă fenomenul curgerii. Comportamentul gazelor reale este descrisă cu o foarte bună aproximație de ecuația Van de Waals, dar tot această ecuație este aplicabilă în anumite condiții și stării lichide. Totodată ecuația Van der Waals explică posibilitatea trecerii continue din starea lichidă în starea gazoasă, în apropierea punctului critic. Deosebirea fizică dintre un gaz și un lichid în apropierea acestui punct este nesemnificativă, cu alte cuvinte lichidul aflat în această stare poate fi privit ca un gaz foarte dens. La temperaturi mult mai mici decât cea critică comportamentul lichidelor diferă semnificativ de cea a gazelor. Densitatea vaporilor saturanți pentru majoritate lichidelor la temperatura camerei este de aproximativ o mie de ori mai mică decât densitate lichidului la aceeași temperatură.
Asemănarea cea mai izbitoare dintre lichide și solide este reprezentată de existența coeziunii dintre particulele constituente (molecule, ioni, etc). Existența coeziunii explică de ce lichidele posedă volum determinat și suprafață liberă, în timp ce gazele umplu întregul volum ce le stă la dispoziție. O altă asemănare a lichidelor și solidelor o reprezintă redusa lor compresibilitate, de aproximativ 10-6 cm3. atm-1 la solide și
10-6 cm3. atm-1 la lichide.